# Fabri (football)
Pour les articles homonymes, voir Fabri.
Fabricio Agosto Ramírez dit Fabri, né le 31 décembre 1987 à Las Palmas de Gran Canaria, est un footballeur espagnol qui évolue au poste de gardien de but.

## Biographie
Après avoir exercé au sein du Beşiktaş JK de 2016 à 2018, il s'engage avec le Fulham Football Club pour un contrat de trois ans le 24 juillet 2018.

## Palmarès
- Championnat de Turquie : 2017